# Batesanthus
Batesanthus es un género de lianas perteneciente a la familia de las apocináceas con cinco especies de plantas fanerógamas . Son endémicas de África tropical donde se encuentran en los bosques húmedos de África central y occidental.

## Especies
| - Batesanthus intrusus - Batesanthus mildbraedii - Batesanthus parviflorus - Batesanthus purpureus - Batesanthus talbotii |